# Vale Frechoso
Vale Frechoso is een plaats (freguesia) in de Portugese gemeente Vila Flor en telt 241 inwoners (2001).